# Owe Wessbohn
Owe Emanuel Wessbohn, född 9 oktober 1913 i Malmö, död 6 augusti 1996 i Bjärred (Borgeby församling), var en svensk målare, tecknare och grafiker.
Han var son till Bernhard Wessbohn och Emilia Rosenkvist och från 1939 gift med Wera Rylander. Wessbohn utbildade sig först till yrkeslitograf innan han studerade teckning för Jules Schyl vid Malmö tekniska skola 1930–1934, han studerade målning vid Skånska målarskolan 1944–1945 innan han fortsatte sina studier för Axel Smith i Köpenhamn 1946 och vid Académie Léger samt Académie Colarossi i Paris 1947. Dessutom genomförde han ett stort antal studieresor till bland annat Nederländerna, Spanien och Italien. Vid sidan av sitt konstnärskap arbetade han som litografisk tecknare och periodvis som teckningslärare. Separat ställde han ut några gånger i Malmö och i Linköping, Norrköping, Enköping, Umeå samt Galerie Æsthetica i Stockholm. Tillsammans med Sten Faste ställde han ut i Kristianstad och han medverkade i flera av Skånes konstförenings utställningar i Lund och Malmö samt Stockholmssalongerna på Liljevalchs konsthall. Bland hans offentliga arbeten märks en mosaik för Lyngby kapell. Hans konst består av minnesbilder från sina studieresor, människotyper, pittoreska miljöer och några enstaka porträtt. Wessbohn är representerad vid Malmö museum, Ystads museum och Stockholms stad. Han är gravsatt i minneslunden på Borgeby kyrkogård.